# Ferdinand Ferber

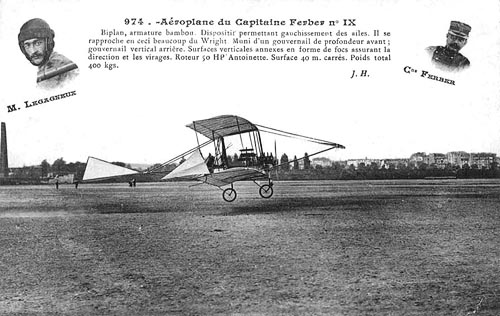

Ferdinand Ferber född 8 februari 1862 i Lyon död 22 september 1909 var en fransk flygpionjär, professor och artilleriofficer (kapten).
20 år gammal kom han som elev till École Polytechnique och blev efter examen löjtnant vid artilleriet. Han utnämndes till kapten 1893, licentiat 1896 och professor vid övningskolan i Fontainebleau 1896. Han flyttade till Nice 1900 och blev 1904 överförd till franska arméns försöksstation för militärflygning vid Chalais-Meudon.
Ferbers flygintresse växte fram efter att han läst en artikel om Lilienthal 1898. Ett år senare genomförde han sina första praktiska flygförsök. Han konstruerade fyra olika glidare. Efter att han kom i kontakt med Octave Chanute 1902 gick han över till biplansglidare där piloten låg på undervingen enligt den modell bröderna Wright valt. Utanför Nice byggde han 1903 en 18 meter hög mast, som bar upp en lång roterande arm. På armen hängde man upp glidaren för provflygning och test efter olika modifieringar. Bland annat tillkom ett stjärtparti och vingarna gavs en V-form. I början av 1904 tillkom ett landställ med små hjul.
27 maj 1905 startade Ferber för första gången med en motordriven flygmaskin. Motorn, som bara var på sex hästkrafter, ansågs vara för svag, och man bytte ut den mot en 24 hkr Antoinettmotor, som försågs med två stycken propellrar. För att dessa inte skulle rotera för fort växlade man ner hastigheten till 600 varv/minut. När den franska staten drog bort det ekonomiska stödet för Ferbers forskning slog han sig samman med Levavasseur. 25 juli 1908 flög deras flygmaskin nr 9 från flygfältet i Issy-les-Moulineaux. Eftersom Ferber räknades som Frankrikes mest framstående forskare inom aerodynamiken, kom flera personer för att söka hans stöd eller kunskap. Bland de många finns namn som Robert Esnault-Pelterie, Gabriel Voisin och Ernest Archdeacon. Ferber omkom i ett flyghaveri när hans biplan stjälpte under en landning. Han blev därmed det fjärde dödsoffret inom motorflyget.